# Eden Hazard
Eden Michael Hazard (sinh ngày 7 tháng 1 năm 1991) là cựu cầu thủ bóng đá chuyên nghiệp người Bỉ chơi ở vị trí tiền vệ cánh hoặc tiền vệ tấn công. Được biết đến với sự sáng tạo, rê bóng, chuyền bóng và tầm nhìn, Hazard từng được coi là một trong những cầu thủ xuất sắc nhất trong thế hệ của anh.
Hazard là con trai của hai cựu cầu thủ bóng đá và bắt đầu sự nghiệp ở Bỉ chơi cho các câu lạc bộ trẻ địa phương. Năm 2005, anh chuyển đến Pháp, nơi anh bắt đầu sự nghiệp thi đấu của mình với câu lạc bộ Ligue 1, Lille. Hazard đã trải qua hai năm trong học viện của câu lạc bộ và ở tuổi 16, anh đã có trận ra mắt chuyên nghiệp vào tháng 11 năm 2007. Anh trở thành một phần không thể thiếu của đội Lille dưới sự dẫn dắt của người quản lý Rudi Garcia. Trong mùa giải đầu tiên, anh trở thành cầu thủ không phải người Pháp đầu tiên giành được giải thưởng Cầu thủ trẻ xuất sắc nhất năm của Ligue 1, và mùa giải tiếp theo trở thành cầu thủ đầu tiên hai lần giành được giải thưởng này. Trong 2010–11 season, anh ấy là thành viên của đội Lille đã giành được chức vô địch và kết quả là những màn trình diễn của anh ấy, giúp Hazard đạt đượcCầu thủ xuất sắc nhất năm tại Ligue 1, cầu thủ trẻ nhất giành được giải thưởng.
Sau khi ra sân hơn 190 lần và ghi được 50 bàn thắng cho Lille, Hazard ký hợp đồng với câu lạc bộ Anh Chelsea vào tháng 6 năm 2012. Anh ấy đã giành được UEFA Europa League trong mùa giải đầu tiên và Cầu thủ trẻ PFA của năm trong lần thứ hai của anh ấy. Trong 2014–15, Hazard đã giúp Chelsea giành League Cup và Premier League, giúp anh ấy trở thành Cầu thủ xuất sắc nhất của FWA và giải thưởng Cầu thủ của năm của PFA. Hai năm sau, anh giành chức vô địch Anh thứ hai khi Chelsea vô địch Premier League 2016–17. Vào năm 2018, anh ấy đã giành được FA Cup, và có tên trong FIFA FIFPro World XI. Anh ấy lại vô địch Europa League với Chelsea vào tháng 6 năm 2019, sau đó gia nhập Real Madrid với giá trị chuyển nhượng lên tới 150 triệu euro, vô địch La Liga ngay trong mùa giải ra mắt.
Từng đại diện cho đất nước của mình ở cấp độ trẻ, Hazard có trận ra mắt cấp cao cho Đội tuyển quốc gia Bỉ vào tháng 11 năm 2008, ở tuổi 17, trong một trận giao hữu với Luxembourg. Gần ba năm sau khi ra mắt, Hazard ghi bàn thắng quốc tế đầu tiên vào lưới Kazakhstan vào tháng 10 năm 2011. Kể từ đó đến khi chia tay đội tuyển quốc gia, anh đã có 126 lần khoác áo và là thành viên của đội tuyển Bỉ lọt vào vòng tứ kết của 2014 FIFA World Cup, UEFA Euro 2016 và UEFA Euro 2020. Tại FIFA World Cup 2018, anh đã đội trưởng tuyển Bỉ đạt vị trí thứ ba, đây là thành tích tốt nhất trong lịch sử của họ, nhận Quả bóng bạc là cầu thủ xuất sắc thứ hai của giải đấu. Kể từ năm 2015, anh ấy là đội trưởng của đội, cùng với thời điểm Bỉ lần đầu tiên trở thành số một thế giới trên bảng xếp hạng FIFA dành cho nam.
Ngày 10 tháng 10 năm 2023, Eden Hazard tuyên bố giải nghệ. Như vậy, cựu tiền đạo Chelsea, Real Madrid và Lille, cũng là cựu đội trưởng từng có 126 lần khoác áo đội tuyển Bỉ đã chính thức giải nghệ ở tuổi 32. CLB cuối cùng anh khoác áo là Los Blancos nhưng đã rời đi trước thời hạn hợp đồng 1 năm vào hè vừa qua. 
Sau khi rời Real, Hazard không gia nhập bất kỳ đội bóng mới nào dù nhận được sự quan tâm từ một số CLB ở Ngoại hạng Anh, Ả Rập, Mỹ hay tại quê nhà Bỉ. Trước đó tiền đạo 32 tuổi cũng đã tuyên bố chia tay ĐT Bỉ sau khi họ không thể vượt qua vòng bảng World Cup 2022.

## Đời sống

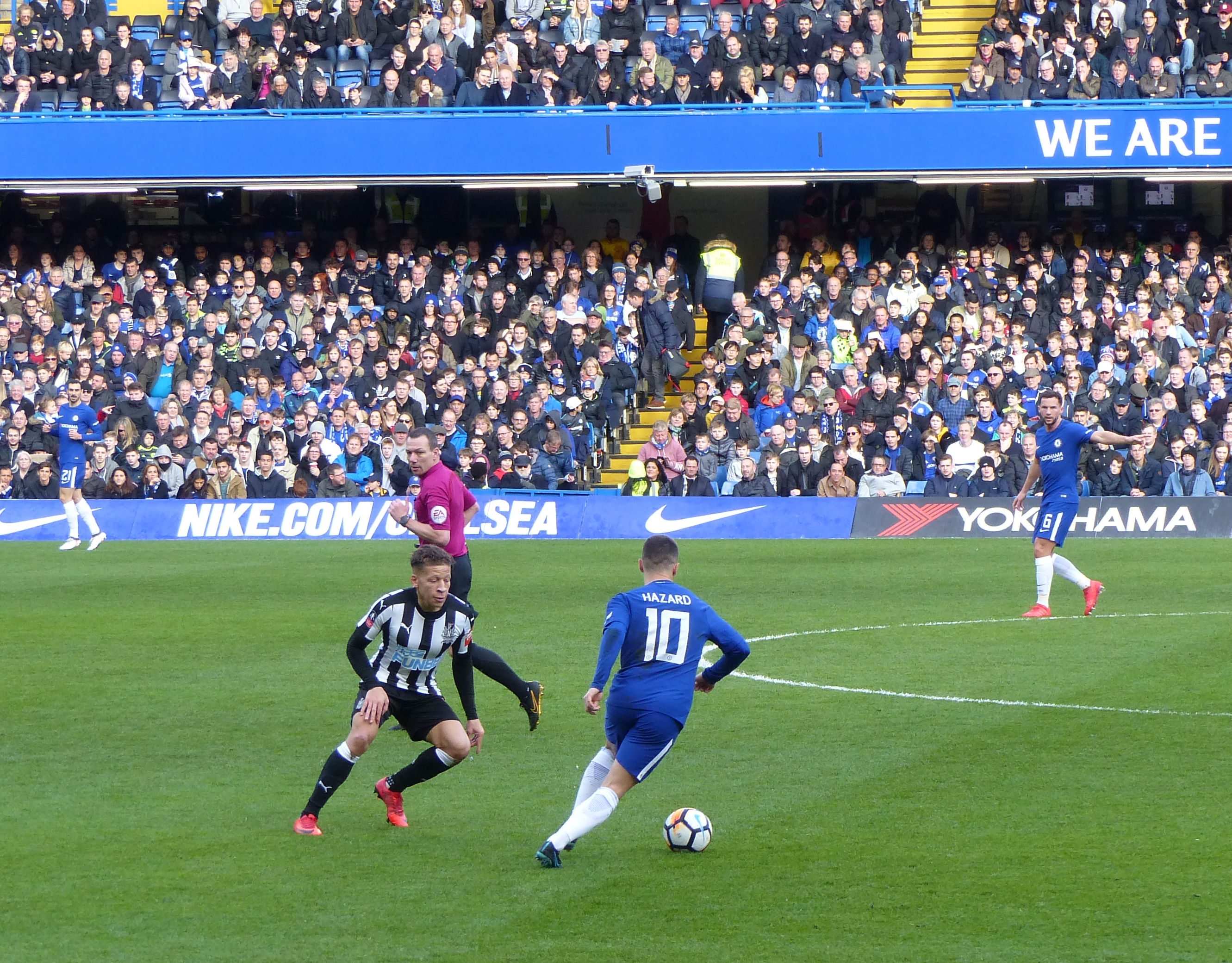
Hazard vs Newcastle

Eden Hazard sinh ra ở La Louvière, nhưng anh lớn lên ở Braine-le-Comte, một huyện nhỏ ở vùng Wallonia. Mẹ anh là Carine và cha là Thierry đều là cầu thủ bóng đá tại Bỉ. Cha anh dành phần lớn sự nghiệp của mình chơi ở CLB nghiệp dư R.A.A. Louviéroise ở giải Hạng hai Bỉ. Ông chơi ở vị trí tiền vệ phòng ngự. Mẹ anh chơi ở vị trí tiền đạo ở giải Hạng nhất Bỉ nữ. Bà ngừng chơi bóng khi đã mang thai Hazard được ba tháng. Sau khi nghỉ hưu, cả Carine và Thierry đều trở thành giáo viên thể thao.
Eden Hazard là người lớn nhất trong bốn đứa con. Anh có ba em trai, tất cả đều là cầu thủ. Cậu em trai thứ nhất của anh, Thorgan đang thi đấu cho Borussia Dortmund. Cậu em trai thứ 2 Kylian, 26 tuổi và em út Ethan, 17 tuổi, đều đang chơi cho đội trẻ của Tubize, đội bóng mà Hazard đã từng chơi trước khi chuyển sang Lille vào năm 2005.
Hazard hiện có một cô bạn gái tên là Natasha. Ngày 19 tháng 12 năm 2010, cô đã sinh một bé trai và đặt tên là Yannis. Tháng 2 năm 2013, cô sinh đứa con thứ hai tên là Leo. Năm 2015, Hazard đón đứa con thứ ba và đặt tên là Samy.

## Sự nghiệp câu lạc bộ

### Lille
Hazard gia nhập Lille vào năm 2005 và dành 2 năm để học trong trường thể thao của CLB. Ngày 28 tháng 5 năm 2007 anh chính thức ký hợp đồng chuyên nghiệp với thời hạn 3 năm với Lille khi đó anh mới 16 tuổi.
Sau 5 năm chơi bóng cùng Lille,anh được rất nhiều các CLB hàng đầu săn đón,có thể kể đến Manchester United,Real Madrid,Chelsea,...

### Chelsea
Ngày 29 tháng 5 năm 2012, trên tài khoản Twitter của mình, Eden Hazard khẳng định anh sẽ chuyển tới câu lạc bộ Chelsea vào mùa hè 2012. Giá chuyển nhượng của Hazard là 32 triệu Bảng, tại đây anh sẽ mặc áo số 17 của José Bosingwa để lại. Số tiền mà Chelsea phải bỏ ra để Lille bán ngôi sao người Bỉ lên tới 32 triệu bảng. Trước đây, Hazard chưa từng nghĩ đến việc cập bến Stamford Bridge khi Chelsea có thành tích không tốt tại mặt trận quốc nội khiến họ tụt lại trong cuộc đua giành vé dự Champions League mùa tới. Tuy nhiên, với việc vượt qua Bayern Munich ở trận chung kết Champions League, Chelsea sẽ dự giải đấu danh giá nhất châu Âu mùa sau với tư cách nhà đương kim vô địch. Viễn cảnh này khiến Hazard cảm thấy rất hứng thú với việc gia nhập đội bóng Tây London.

#### Mùa giải 2012–13: Mùa giải đầu tiên và danh hiệu đầu tiên

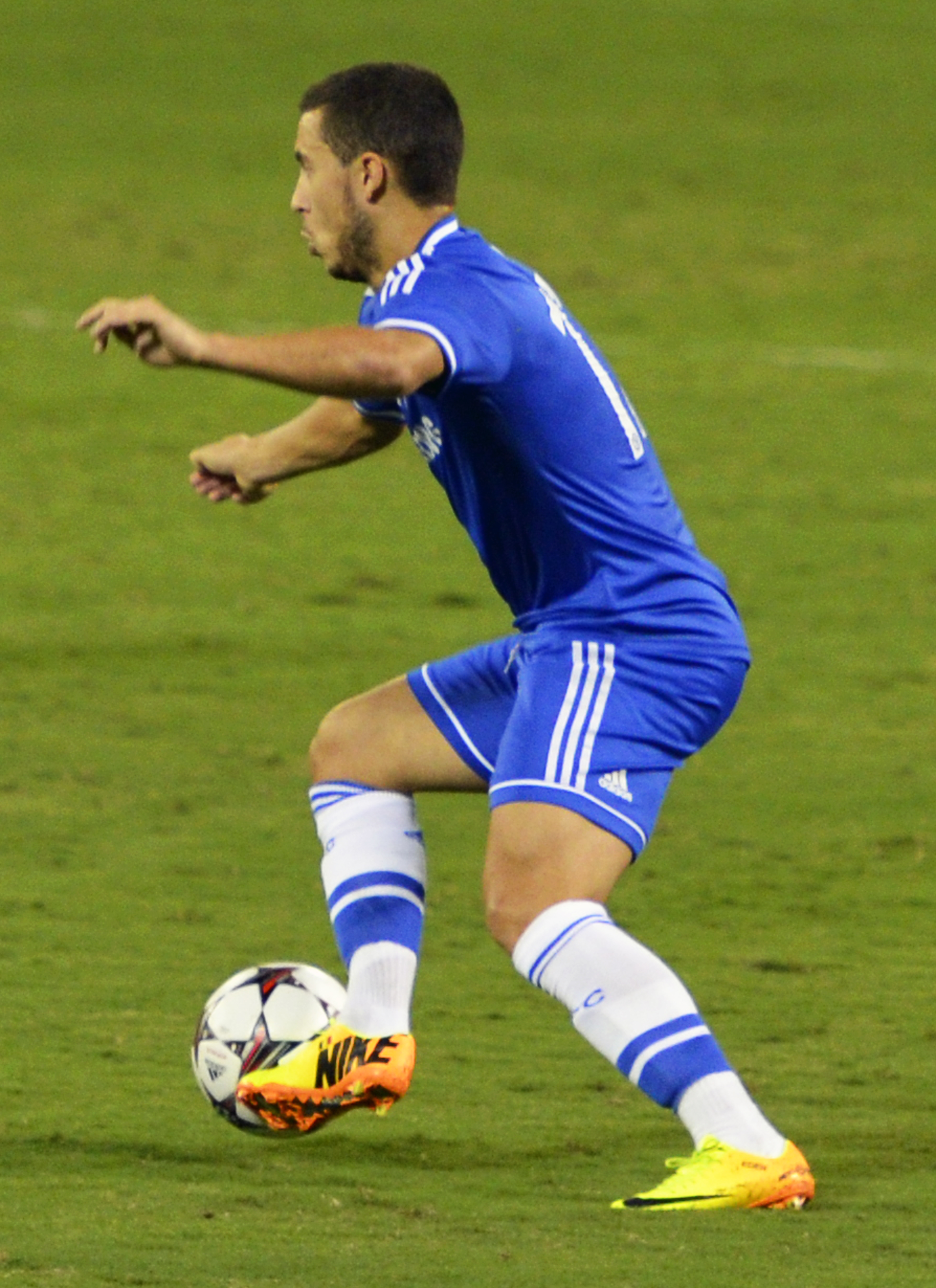
Eden Hazard trong trận giao hữu gặp A.S. Roma tại Washington D.C. (tháng 8 năm 2013)

Ngày 4 tháng 6, trang chủ chính thức của Chelsea chính thức xác nhận anh gia nhập câu lạc bộ.
Ngày 12 tháng 8, Anh có trận đấu đầu tiên cho Chelsea trong trận tranh Siêu cúp Anh với Manchester City,trận đấu mà Chelsea đã thất bại 3-2. Một tuần sau, anh có trận đầu tiên tại giải ngoại hạng Anh, anh đã thi đấu rất xuất sắc, anh đã kiến tạo 1 bàn thắng và đem về 1 quả penalty cho Chelsea, chung cuộc Chelsea thắng 2-0 trước Wigan Athletic,sau đó anh được Goal.com bầu chọn là cầu thủ xuất sắc nhất trận đấu.
Ở trận đấu tiếp theo với Reading, anh cũng lại đem về 1 quả penalty và lại tiếp tục kiến tạo 1 bàn thắng, cuối cùng Chelsea giành chiến thắng kịch tính 4-2 trước CLB Reading, anh tiếp tục được chọn là cầu thủ xuất sắc nhất trận đấu.Ba ngày sau, Fernando Torres đã kiếm về một quả penalty và Hazard là người thực hiện thành công, đây cũng là bàn thắng đầu tiên của anh trong màu áo Chelsea tại giải. Chính sau đó anh cũng đã có một cú đánh gót điệu nghệ cho Torres ấn định chiến thắng 2-0 cho Chelsea trước Newcastle United.
Frank Lampard, nói về Eden Hazard.
Hazard có trận đấu Champions League đầu tiên với Chelsea ở trận mở màn của vòng bảng với Juventus,kết quả Chelsea thua 3-0. Ngày 6 tháng 10, anh ghi bàn thắng thứ hai cho Chelsea trong chiến thắng 4-1 trước Norwich.Anh đứng thứ 58 trong top 100 cầu thủ xuất sắc nhất thế giới được bầu chọn bởi tờ Guardian.
Vào tháng 1 năm 2013, Hazard ghi một siêu phẩm từ khoảng cách hơn 25 mét trong chiến thắng 4-0 của Chelsea trước Stoke City. Ngày 23 tháng 1, anh bị truất quyền thi đấu ở bán kết League Cup với Swansea vì sút vào bụng một cậu bé chần chừ không trả bóng vào sân. Sau đó, anh thổ lộ trên Chelsea TV: "Cậu bé đó đã dùng cả người để che trái bóng và tôi không còn cách nào khác buộc phải dùng chân để khều bóng. Dù vậy tôi thành thực xin lỗi cậu bé và gia đình"
Ngày 16 tháng 5, Chelsea đánh bại Benfica 2-1 để vô địch chiếc cúp Europa League đầu tiên trong lịch sử đội bóng, Hazard có danh hiệu đầu tiên trong màu áo câu lạc bộ.

#### Mùa giải 2018–19: Mùa giải cuối cùng

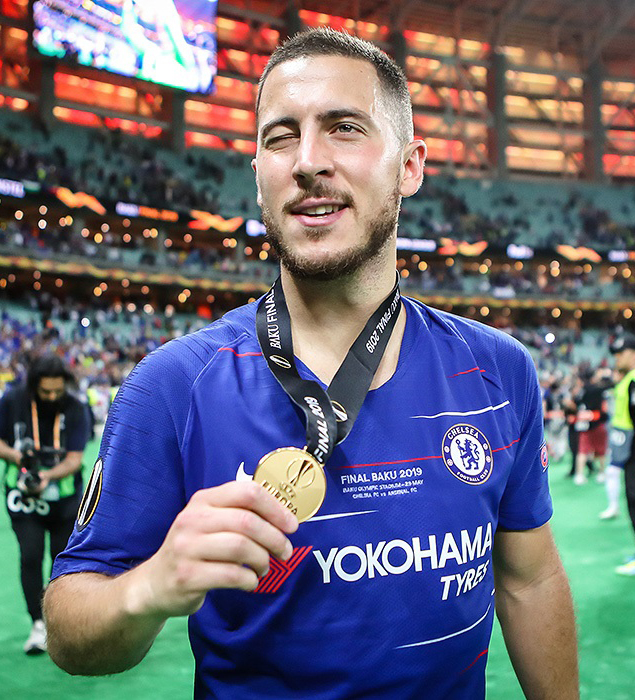
Hazard với huy chương vô địch Europa League năm 2019.

Hazard ghi bàn ngay trong lần đầu tiên ra sân ở đội hình xuất phát từ quả sút phạt 11m, mang về chiến thắng 3-1 cho Chelsea trước Newcastle United hôm 26 tháng 8. Ngày 15 tháng 9, anh lập một cú hat-trick giúp đội nhà lội ngược dòng thắng Cardiff City 4-1. Hazard ra sân từ băng ghế dự bị hôm 26 tháng 9 và ghi một bàn solo qua hai hậu vệ giúp Chelsea thắng ngược Liverpool trên sân Anfield ở cúp Liên đoàn Anh. Ở trận đấu với Southampton trong khuôn khổ vòng 8 giải Ngoại hạng Anh, Hazard ghi bàn mở tỉ số cùng một đường chuyền kiến tạo ấn định tỉ số 3-0 ngay trên sân khách giúp Chelsea tạm giành ngôi đầu bảng. Đây là bàn thắng thứ 8 trên tổng số 9 trận của anh chơi cho Chelsea mùa này. Vào ngày 16 tháng 12, Hazard đã có được một đường chuyền cho Pedro trước khi tự mình ấn định chiến thắng 2-1 trước Brighton & Hove Albion ở Premier League, ba ngày sau, anh được Sarri cho ra sân từ băng ghế dự bị trước khi ghi bàn quyết định giúp Chelsea đánh bại Bournemouth để vào bán kết Cúp Liên Đoàn. Vào Ngày lễ Tặng quà Hazard đã ghi một cú đúp trước Watford giúp Chelsea giành chiến thắng trước Watford ngay trên Vicagre Road, đáng chú ý bàn đầu trong số hai bàn được ghi cũng chính là bàn thắng thứ 100 của anh cho The Blues và bàn thắng thứ 150 trong cả sự nghiệp của Hazard.
Ngày 2/2/2019, Hazard lại lập cú đúp trong chiến thắng hủy diệt 5-0 trước Huddersfield Town. Hai tháng sau ở vòng 33 Ngoại hạng Anh, Hazard sắm vai người hùng trong chiến thắng 2-0 trước West Ham, trận đấu mà anh ghi hai bàn thắng duy nhất, đáng chú ý bàn đầu tiên ở phút 24, Hazard có pha đi bóng solo từ giữa sân qua đến 6 cầu thủ của West Ham trước khi dứt điểm gọn bằng chân trái vào lưới thủ thành Fabianski, giúp Chelsea vượt tạm thời vượt Tottenham và Arsenal để leo lên vị trí thứ 3. Kết thúc mùa giải, Chelsea của Hazard về đích ở vị trí thứ ba chung cuộc. Riêng với cá nhân mình, anh đã có đến 31 đóng góp trực tiếp vào bàn thắng, nhiều nhất tại giải Ngoại hạng Anh và ẵm danh hiệu Vua kiến tạo của giải với 15 đường chuyền thành bàn.
Vào ngày 9/5, Hazard thực hiện thành công cú penalty quyết định hạ Eintracht Frankfurt với tỉ số 4-3 trên chấm luân lưu trên sân Stamford Bridge đưa Chelsea vào chung kết Europa League. Đêm 29/5 tại Baku, Chelsea đã đánh bại Arsenal với tỉ số 4-1 để đăng quang Europa League sau 6 năm, trận đấu mà Hazard đã ghi đến 2 bàn đồng thời kiến tạo 1 bàn cho Pedro. Sau trận, anh đã bật mí với truyền thông rắng đây có thể là lần cuối cùng anh khoác lên mình màu áo Chelsea.

### Real Madrid

#### Chuyển nhượng

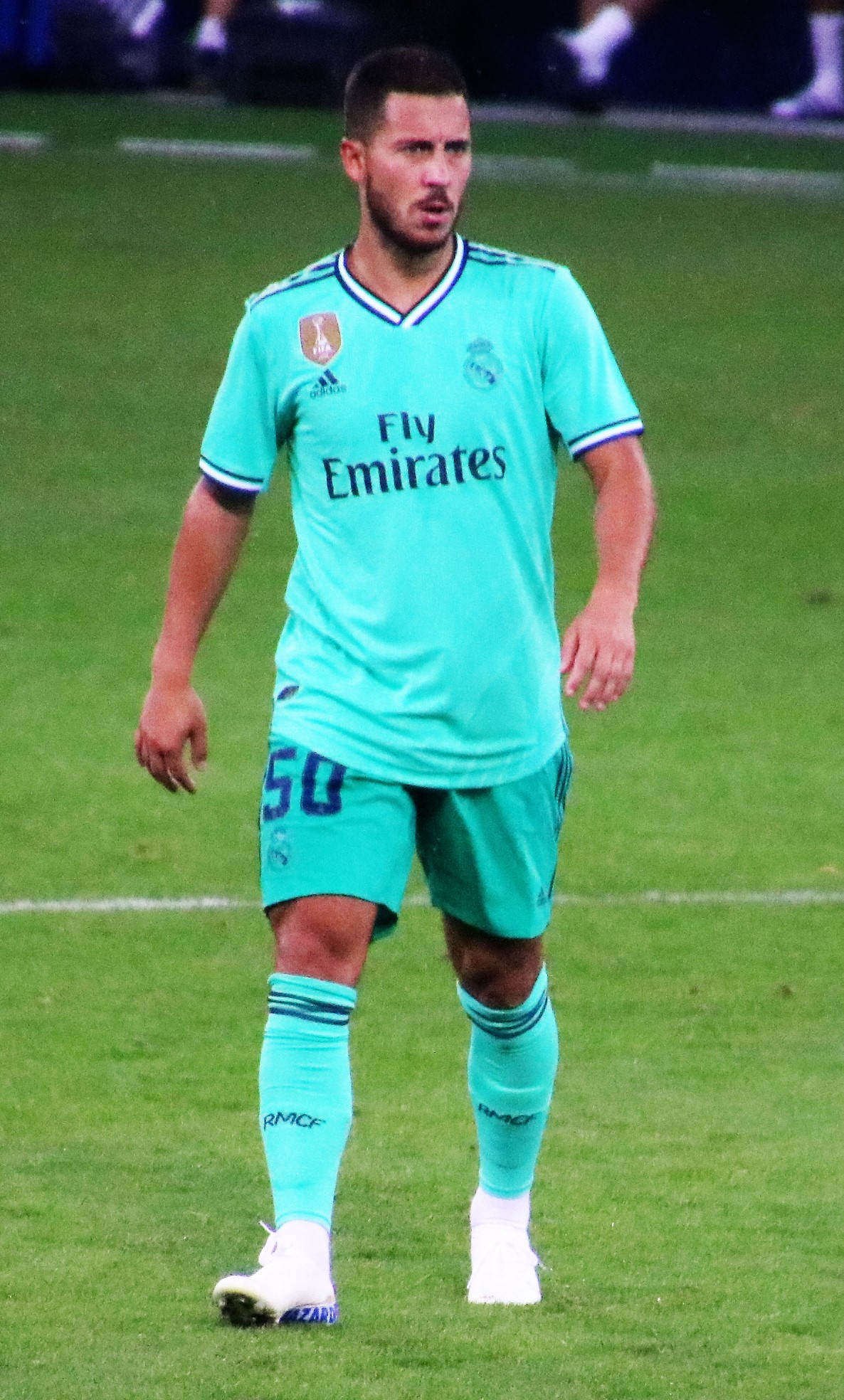
Hazard trong trận đấu tiền mùa giải của Real Madrid năm 2019.

Vào ngày 7 tháng 6 năm 2019, câu lạc bộ Real Madrid đã thông báo trên trang web của họ rằng Hazard sẽ ký hợp đồng với họ cho mùa giải 2019/2020. Anh đã ký hợp đồng cho đến ngày 30 tháng 6 năm 2024 với mức phí được báo cáo ban đầu là khoảng 100 triệu euro, có thể tăng lên 146,1 triệu euro do các khoản phí bổ sung và sẽ kiếm được 400.000 bảng dự kiến mỗi tuần. Hazard đã chính thức được công bố trước 50.000 người hâm mộ vào ngày 13 tháng 6 năm 2019 tại Santiago Bernabéu. Hazard trở thành cầu thủ đắt giá nhất của Real Madrid sau khi Gareth Bale được ký hợp đồng trị giá 101 triệu euro vào năm 2013. Nếu bất kỳ biến số nào được đáp ứng, Hazard sau đó sẽ trở thành cầu thủ đắt giá nhất Madrid trong lịch sử của họ. Hazard được trình bày tại Bernabéu mà không có số trên áo của anh ấy, giống như Luka Jović một ngày trước đó. Hazard đã mặc áo số 10 cho cả Chelsea và Bỉ trong nhiều năm, nhưng thừa nhận trong cuộc họp báo rằng anh ấy đã yêu cầu Luka Modrić cho số áo ở Real Madrid nhưng Modrić từ chối. Gần hai tháng sau, Real Madrid xác nhận trên trang web của họ rằng Hazard sẽ mặc áo số 7 huyền thoại tại Los Blancos, giống như các huyền thoại của câu lạc bộ Cristiano Ronaldo, Raúl González và Emilio Butragueño.
Khi ký hợp đồng với Real Madrid, Hazard đã nói với truyền thông rằng "Tôi đã mơ về điều này từ khi còn nhỏ, tôi luôn ủng hộ Real Madrid. Sau đó, tôi đã đến Pháp và Anh và mặc chiếc áo này bây giờ là một vinh dự thực sự." Ông cũng mô tả Zidane là một nhân tố quyết định trong việc chuyển đến Real Madrid bởi vì ông luôn là người ngưỡng mộ ông. "Mọi người đều biết rằng Zidane là thần tượng của tôi và giờ anh ấy là huấn luyện viên của tôi, anh ấy là một nhân tố quan trọng. Nhưng tôi luôn muốn chơi cho câu lạc bộ này", Hazard nói. Khi được hỏi liệu anh có nghĩ mình có thể trở thành cầu thủ hay nhất hành tinh tại câu lạc bộ mới của mình không, Hazard thừa nhận rằng đó là một phần trong khát vọng của anh, nói rằng "Tôi sẽ cố gắng trở thành người giỏi nhất thế giới, vâng. Nhưng trước tiên, tôi muốn chúng tôi trở thành đội bóng tốt nhất và giành được các danh hiệu. Đó là một thử thách mới đối với tôi và tôi đã chuẩn bị cho nó.

#### Mùa giải 2019–20
Vào ngày 6 tháng 8, Hazard đã ghi bàn thắng đầu tiên cho Real Madrid trong trận thắng giao hữu tối thiểu 1-0 trước RB Salzburg. Anh ra mắt thi đấu vào ngày 14 tháng 9 năm 2019, trở thành người thay thế trong chiến thắng 3-2 trước Levante ở La Liga tại Bernabeu. Vào ngày 5 tháng 10, Hazard đã ghi bàn thắng cạnh tranh đầu tiên cho Los Blancos, ngay trước giờ nghỉ giữa trận đấu với Granada trong trận đấu đầu tiên trên sân nhà. Trong hiệp hai, anh cũng có được sự trợ giúp đầu tiên của mình là Modrić trong chiến thắng 4-2 cuối cùng. Sau khi Real Madrid đăng quang La Liga 2019–20, Hazard chính thức trở thành cầu thủ đắt giá nhất lịch sử CLB Hoàng gia TBN (115 triệu Euro) khi trong điều khoản hợp đồng có điều khoản phụ Real phải trả cho Chelsea 15 triệu Euro nếu Hazard cùng Real Madrid vô địch La Liga.

#### 2020–2023: Chấn thương dài hạn
Vào ngày 31 tháng 10, Hazard ghi bàn thắng đầu tiên sau hơn một năm, đó cũng là bàn thắng đầu tiên của anh trong mùa giải 2020–21 trong chiến thắng 4–1 trên sân nhà của Madrid trước Huesca. Vào ngày 25 tháng 11, anh ghi bàn thắng đầu tiên tại Champions League với Madrid trong chiến thắng 2–0 trên sân khách trước Inter Milan. Vào ngày 5 tháng 5 năm 2021, Hazard xin lỗi sau những lời chỉ trích vì đã cười giỡn với các cầu thủ Chelsea Kurt Zouma và Édouard Mendy ngay sau thất bại chung cuộc 3–1 của Real Madrid trong trận bán kết Champions League.
Ngày 10 tháng 10 năm 2023, Eden Hazard chính thức giã từ sự nghiệp thi đấu quốc tế sau 16 năm thi đấu chuyên nghiệp.

## Sự nghiệp quốc tế
Hazard có trận ra mắt cho Đội tuyển quốc gia Bỉ vào tháng 11 năm 2008, ở tuổi 17, trong một trận giao hữu với Luxembourg. Gần ba năm sau khi ra mắt, Hazard ghi bàn thắng quốc tế đầu tiên vào lưới Kazakhstan vào tháng 10 năm 2008.Anh đã có 126 lần khoác áo ra sân nhiều nhất và là thành viên của đội tuyển Bỉ lọt vào vòng tứ kết của FIFA World Cup 2014, UEFA Euro 2016 và UEFA Euro 2020.
Kể từ năm 2015, anh là đội trưởng của đội, tại FIFA World Cup 2018, anh đeo băng đội trưởng giúp đội tuyển Bỉ giành huy chương đồng, đây là thành tích tốt nhất trong lịch sử của họ, anh nhận Quả bóng bạc là cầu thủ xuất sắc thứ hai của giải đấu.
Sau kì World Cup 2022 đáng thất vọng của đội tuyển Bỉ khi bị loại ngay từ vòng bảng, Eden Hazard đã chính thức tuyên bố giã từ đội tuyển quốc gia sau 14 năm gắn bó khi không thể giúp đội tuyển Bỉ vượt qua vòng bảng, tổng cộng anh đã thi đấu 126 trận và ghi được 33 bàn thắng. Anh chia sẻ qua trang cá nhân: "Hôm nay, lịch sử sẽ sang trang mới. Tôi quyết định kết thúc sự nghiệp quốc tế từ hôm nay. Thế hệ cầu thủ tiếp theo đã sẵn sàng. Tôi sẽ nhớ người hâm mộ rất nhiều. Cảm ơn tình yêu, sự ủng hộ từ các bạn. Cảm ơn vì chúng ta có nhiều khoảnh khắc hạnh phúc kể từ năm 2008".

## Phong cách chơi bóng

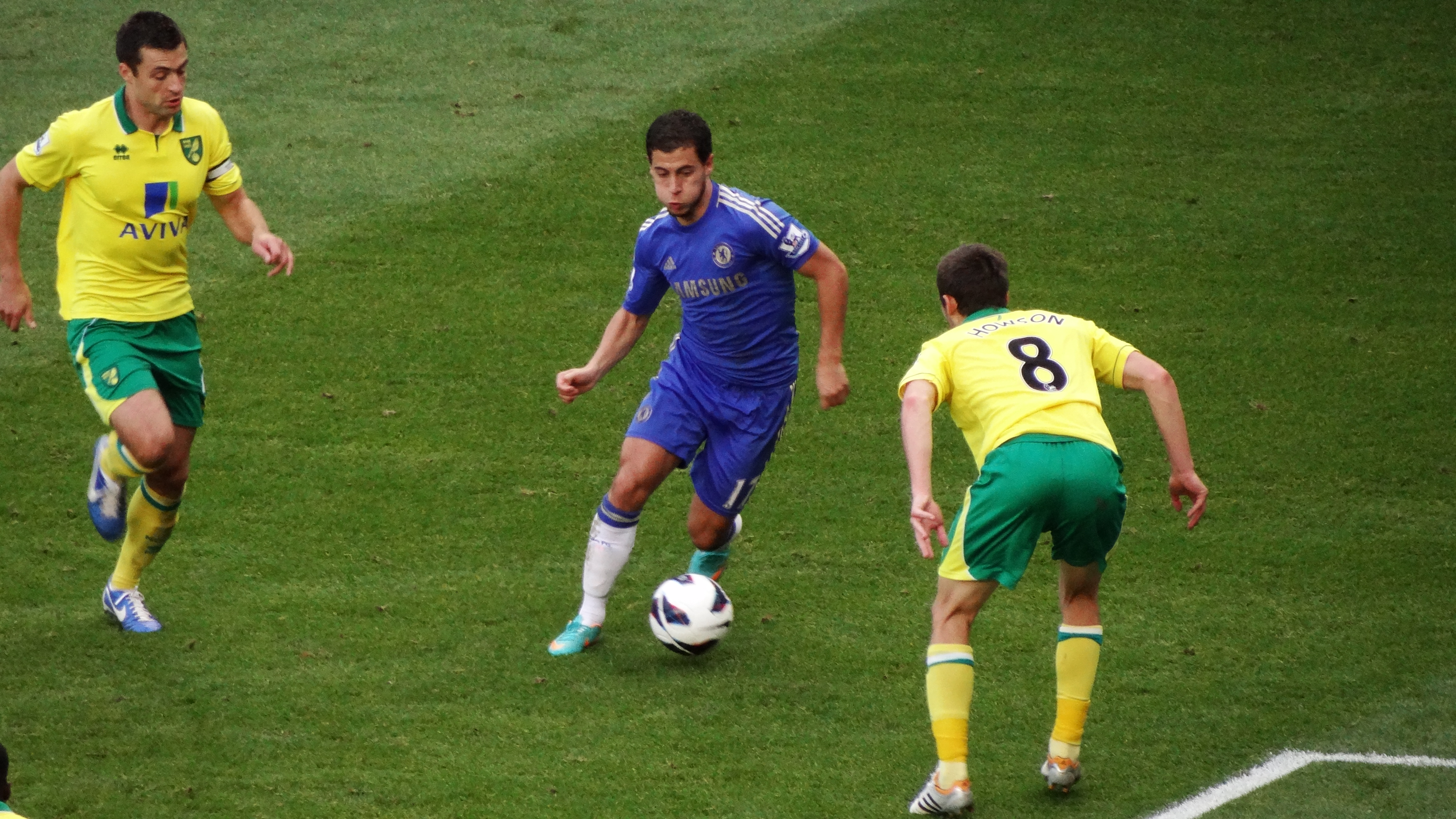
Hazard lừa bóng qua hậu vệ của Norwich City.

Hazard chủ yếu chơi như một tiền vệ tấn công, tiền đạo hộ công hoặc một tiền đạo cánh và đã được công nhận là một tài năng của bóng đá châu Âu.Ở Lille dưới sự chỉ đạo của HLV Rudi Garcia, anh thường đóng vai trò là người kiến tạo trong sơ đồ 4-3-3 của đội và thường xuyên dạt ra 2 cánh vì anh thuận cả hai chân. Sau sự ra đi của Yohan Cabaye và Gervinho trong năm 2011, mùa giải 2011-2012 Garcia chỉ đạo anh chơi ở vị trí của một tiền vệ tấn công trung lộ, và cũng cho anh tập trung đá cánh nếu cần thiết.Hai điểm mạnh nhất của anh là tốc độ và kỹ thuật.
Đồng đội của anh và là đội trưởng của Lille Rio Mavuba ca ngợi Hazard: Mùa bóng này Eden đã chứng tỏ cậu ấy là cầu thủ xuất sắc nhất Ligue 1. Tôi đã từng thấy nhiều cầu thủ xuất chúng trong sự nghiệp nhưng ở độ tuổi của Eden thì cậu ấy là người duy nhất

## Thống kê sự nghiệp

### Câu lạc bộ
| Câu lạc bộ          | Mùa giải            | Vô địch quốc gia    | Vô địch quốc gia | Vô địch quốc gia | Cúp     | Cúp       | League Cup | League Cup | Châu Âu | Châu Âu   | Giải khác | Giải khác | Tổng cộng | Tổng cộng |
| Câu lạc bộ          | Mùa giải            | Hạng đấu            | Số trận          | Bàn thắng        | Số trận | Bàn thắng | Số trận    | Bàn thắng  | Số trận | Bàn thắng | Số trận   | Bàn thắng | Số trận   | Bàn thắng |
| ------------------- | ------------------- | ------------------- | ---------------- | ---------------- | ------- | --------- | ---------- | ---------- | ------- | --------- | --------- | --------- | --------- | --------- |
| Lille               | 2007–08             | Ligue 1             | 4                | 0                | 0       | 0         | 0          | 0          | —       | —         | —         | —         | 4         | 0         |
| Lille               | 2008–09             | Ligue 1             | 30               | 4                | 3       | 1         | 2          | 1          | —       | —         | —         | —         | 35        | 6         |
| Lille               | 2009–10             | Ligue 1             | 37               | 5                | 1       | 0         | 2          | 1          | 12      | 4         | —         | —         | 52        | 10        |
| Lille               | 2010–11             | Ligue 1             | 38               | 7                | 5       | 3         | 2          | 2          | 9       | 0         | —         | —         | 54        | 12        |
| Lille               | 2011–12             | Ligue 1             | 38               | 20               | 3       | 1         | 1          | 0          | 6       | 0         | 1         | 1         | 49        | 22        |
| Lille               | Tổng cộng           | Tổng cộng           | 147              | 36               | 12      | 5         | 7          | 4          | 27      | 4         | 1         | 1         | 194       | 50        |
| Chelsea             | 2012–13             | Premier League      | 34               | 9                | 6       | 1         | 5          | 2          | 14      | 0         | 62        | 13        |           |           |
| Chelsea             | 2013–14             | Premier League      | 35               | 14               | 3       | 0         | 1          | 0          | 10      | 3         | —         | —         | 49        | 17        |
| Chelsea             | 2014–15             | Premier League      | 38               | 14               | 1       | 0         | 6          | 2          | 7       | 3         | —         | —         | 52        | 19        |
| Chelsea             | 2015–16             | Premier League      | 30               | 4                | 2       | 2         | 1          | 0          | 8       | 0         | 1         | 0         | 42        | 6         |
| Chelsea             | 2016–17             | Premier League      | 36               | 16               | 4       | 1         | 3          | 0          | —       | —         | —         | —         | 43        | 17        |
| Chelsea             | 2017–18             | Premier League      | 34               | 12               | 5       | 1         | 4          | 1          | 8       | 3         | 0         | 0         | 51        | 17        |
| Chelsea             | 2018–19             | Premier League      | 37               | 16               | 2       | 0         | 5          | 3          | 8       | 2         | 0         | 0         | 52        | 21        |
| Chelsea             | Tổng cộng           | Tổng cộng           | 245              | 85               | 23      | 5         | 25         | 8          | 53      | 11        | 6         | 1         | 352       | 110       |
| Real Madrid         | 2019–20             | La Liga             | 16               | 1                | 0       | 0         | —          | —          | 6       | 0         | 0         | 0         | 22        | 1         |
| Real Madrid         | 2020–21             | La Liga             | 14               | 3                | 1       | 0         | —          | —          | 5       | 1         | 1         | 0         | 21        | 4         |
| Real Madrid         | 2021–22             | La Liga             | 18               | 0                | 2       | 1         | —          | —          | 3       | 0         | 0         | 0         | 23        | 1         |
| Real Madrid         | 2022–23             | La Liga             | 6                | 0                | 1       | 0         | —          | —          | 3       | 1         | 0         | 0         | 10        | 1         |
| Real Madrid         | Tổng cộng           | Tổng cộng           | 54               | 4                | 4       | 1         | —          | —          | 17      | 2         | 1         | 0         | 76        | 7         |
| Tổng cộng sự nghiệp | Tổng cộng sự nghiệp | Tổng cộng sự nghiệp | 459              | 126              | 40      | 12        | 31         | 11         | 97      | 17        | 8         | 2         | 635       | 168       |

### Đội tuyển quốc gia
| Bỉ        | Bỉ      | Bỉ        |
| Năm       | Số trận | Bàn thắng |
| --------- | ------- | --------- |
| 2008      | 1       | 0         |
| 2009      | 9       | 0         |
| 2010      | 7       | 0         |
| 2011      | 8       | 1         |
| 2012      | 8       | 1         |
| 2013      | 9       | 3         |
| 2014      | 12      | 1         |
| 2015      | 8       | 6         |
| 2016      | 14      | 5         |
| 2017      | 5       | 4         |
| 2018      | 17      | 6         |
| 2019      | 8       | 5         |
| 2021      | 9       | 1         |
| 2022      | 11      | 0         |
| Tổng cộng | 126     | 33        |

### Bàn thắng quốc tế
| #   | Ngày                 | Địa điểm                                         | Đối thủ              | Bàn thắng | Kết quả | Giải đấu                      |
| --- | -------------------- | ------------------------------------------------ | -------------------- | --------- | ------- | ----------------------------- |
| 1.  | 7 tháng 10 năm 2011  | Sân vận động Nhà vua Baudouin, Brussels, Bỉ      | Kazakhstan           | 2–0       | 4–1     | Vòng loại UEFA Euro 2012      |
| 2.  | 25 tháng 5 năm 2012  | Sân vận động Nhà vua Baudouin, Brussels, Bỉ      | Montenegro           | 2–1       | 2–2     | Giao hữu                      |
| 3.  | 6 tháng 2 năm 2013   | Sân vận động Jan Breydel, Brugge, Bỉ             | Slovakia             | 1–0       | 2–1     | Giao hữu                      |
| 4.  | 22 tháng 3 năm 2013  | Philip II Arena, Skopje, Macedonia               | Bắc Macedonia        | 2–0       | 2–0     | Vòng loại FIFA World Cup 2014 |
| 5.  | 26 tháng 3 năm 2013  | Sân vận động Nhà vua Baudouin, Brussels, Bỉ      | Bắc Macedonia        | 1–0       | 1–0     | Vòng loại FIFA World Cup 2014 |
| 6.  | 1 tháng 6 năm 2014   | Friends Arena, Solna, Thụy Điển                  | Thụy Điển            | 2–0       | 2–0     | Giao hữu                      |
| 7.  | 28 tháng 3 năm 2015  | Sân vận động Nhà vua Baudouin, Brussels, Bỉ      | Síp                  | 4–0       | 5–0     | Vòng loại UEFA Euro 2016      |
| 8.  | 7 tháng 6 năm 2015   | Stade de France, Saint-Denis, Pháp               | Pháp                 | 4–1       | 4–3     | Giao hữu                      |
| 9.  | 3 tháng 9 năm 2015   | Sân vận động Nhà vua Baudouin, Brussels, Bỉ      | Bosna và Hercegovina | 3–1       | 3–1     | Vòng loại UEFA Euro 2016      |
| 10. | 6 tháng 9 năm 2015   | Sân vận động GSP, Nicosia, Síp                   | Síp                  | 1–0       | 1–0     | Vòng loại UEFA Euro 2016      |
| 11. | 10 tháng 10 năm 2015 | Sân vận động Quốc gia, Andorra la Vella, Andorra | Andorra              | 3–1       | 4–1     | Vòng loại UEFA Euro 2016      |
| 12. | 13 tháng 10 năm 2015 | Sân vận động Nhà vua Baudouin, Brussels, Bỉ      | Israel               | 3–0       | 3–1     | Vòng loại UEFA Euro 2016      |
| 13. | 4 tháng 6 năm 2016   | Sân vận động Nhà vua Baudouin, Brussels, Bỉ      | Na Uy                | 2–2       | 3–2     | Giao hữu                      |
| 14. | 26 tháng 6 năm 2016  | Sân vận động Thành phố, Toulouse, Pháp           | Hungary              | 3–0       | 4–0     | UEFA Euro 2016                |
| 15. | 7 tháng 10 năm 2016  | Sân vận động Nhà vua Baudouin, Brussels, Bỉ      | Bosna và Hercegovina | 3–0       | 4–0     | Vòng loại FIFA World Cup 2018 |
| 16. | 10 tháng 10 năm 2016 | Sân vận động Algarve, Faro/Loulé, Bồ Đào Nha     | Gibraltar            | 6–0       | 6–0     | Vòng loại FIFA World Cup 2018 |
| 17. | 12 tháng 11 năm 2016 | Sân vận động Nhà vua Baudouin, Brussels, Bỉ      | Estonia              | 3–0       | 8–1     | Vòng loại FIFA World Cup 2018 |
| 18. | 31 tháng 8 năm 2017  | Sân vận động Nhà vua Baudouin, Brussels, Bỉ      | Gibraltar            | 6–0       | 9–0     | Vòng loại FIFA World Cup 2018 |
| 19. | 10 tháng 10 năm 2017 | Sân vận động Nhà vua Baudouin, Brussels, Bỉ      | Síp                  | 1–0       | 4–0     | Vòng loại FIFA World Cup 2018 |
| 20. | 10 tháng 10 năm 2017 | Sân vận động Nhà vua Baudouin, Brussels, Bỉ      | Síp                  | 3–0       | 4–0     | Vòng loại FIFA World Cup 2018 |
| 21. | 10 tháng 11 năm 2017 | Sân vận động Nhà vua Baudouin, Brussels, Bỉ      | México               | 1–0       | 3–3     | Giao hữu                      |
| 22. | 6 tháng 6 năm 2018   | Sân vận động Nhà vua Baudouin, Brussels, Bỉ      | Ai Cập               | 2–0       | 3–0     | Giao hữu                      |
| 23. | 10 tháng 10 năm 2017 | Otkrytiye Arena, Moscow, Nga                     | Tunisia              | 1–0       | 5–2     | FIFA World Cup 2018           |
| 24. | 10 tháng 10 năm 2017 | Otkrytiye Arena, Moscow, Nga                     | Tunisia              | 4–1       | 5–2     | FIFA World Cup 2018           |
| 25. | 14 tháng 7 năm 2018  | Sân vận động Krestovsky, Saint Petersburg, Nga   | Anh                  | 2–0       | 2–0     | FIFA World Cup 2018           |
| 26. | 7 tháng 9 năm 2018   | Hampden Park, Glasgow, Scotland                  | Scotland             | 2–0       | 4–0     | Giao hữu                      |
| 27. | 11 tháng 9 năm 2018  | Laugardalsvöllur, Reykjavík, Iceland             | Iceland              | 1–0       | 2–0     | UEFA Nations League 2018–19   |
| 28. | 21 tháng 3 năm 2018  | Sân vận động Nhà vua Baudouin, Brussels, Bỉ      | Nga                  | 2–1       | 3–1     | Vòng loại UEFA Euro 2020      |
| 29. | 21 tháng 3 năm 2018  | Sân vận động Nhà vua Baudouin, Brussels, Bỉ      | Nga                  | 3–1       | 3–1     | Vòng loại UEFA Euro 2020      |
| 30. | 24 tháng 3 năm 2018  | Sân vận động GSP, Nicosia, Síp                   | Síp                  | 1–0       | 2–0     | Vòng loại UEFA Euro 2020      |
| 31. | 16 tháng 15 năm 2019 | Sân vận động Krestovsky, Saint Petersburg, Nga   | Nga                  | 2–0       | 4–1     | Vòng loại UEFA Euro 2020      |
| 32. | 16 tháng 15 năm 2019 | Sân vận động Krestovsky, Saint Petersburg, Nga   | Nga                  | 3–0       | 4–1     | Vòng loại UEFA Euro 2020      |
| 33. | 5 tháng 9 năm 2021   | Sân vận động Krestovsky, Saint Petersburg, Nga   | Séc                  | 2–0       | 3–0     | Vòng loại FIFA World Cup 2022 |

## Danh hiệu

### Câu lạc bộ

#### Lille
- Ligue 1: 2010–11[15]
- Coupe de France: 2010–11[15]

#### Chelsea
- Premier League: 2014–15, 2016–17[16]
- EFL Cup: 2014–15[17]
- FA Cup: 2017–18 [18]
- UEFA Europa League: 2012–13[19], 2018–19[20]

#### Real Madrid
- La Liga: 2019–20,[21] 2021–22[22]
- Copa del Rey: 2022–23[23]
- Supercopa de España: 2021–22[24]
- UEFA Champions League: 2021–22[25]
- UEFA Super Cup: 2022[26]

### Quốc tế
- Hạng ba FIFA World Cup 2018[27]

### Cá nhân
- Giải thưởng Bravo: 2011
- Cầu thủ trẻ xuất sắc nhất mùa của Ligue 1: 2009[28],2010[29]
- Cầu thủ xuất sắc nhất mùa của Ligue 1: 2011,2012
- Đội hình xuất sắc nhất mùa của Ligue 1: 2010, 2011, 2012
- Đội hình xuất sắc nhất mùa của Premier League: 2012-2013, 2013-2014, 2014-2015, 2016-2017
- Cầu thủ xuất sắc nhất mùa của Premier League: 2014-2015
- Cầu thủ trẻ xuất sắc nhất năm của PFA: 2013–14
- Cầu thủ xuất sắc nhất năm của PFA: 2015
- Quả bóng bạc FIFA World Cup: 2018[30]